# TT305
La tombe thébaine TT 305 est située à Dra Abou el-Naga, dans la nécropole thébaine, sur la rive ouest du Nil, face à Louxor en Égypte.
C'est la tombe de Paser, prêtre-ouâb durant la période ramesside.